# 643
643 foi um ano comum do século VII que teve início e terminou a uma quarta-feira, segundo o Calendário Juliano. A sua letra dominical foi E. Segundo o horóscopo chinês, foi o ano do Coelho.
| Ano completo                        |
| ----------------------------------- |
| Ano comum com início à quarta-feira |